# Kirk Fox
Kirk Fox (né le 26 août 1964 à San Diego en Californie aux États-Unis) est un acteur, scénariste et humoriste de stand-up américain.

## Carrière

### Télévision
Fox joue le rôle de Sewage Joe dans Parks and Recreation. Il avait le rôle récurrent de Mr. March dans How to Rock, diffusé sur Nickelodeon en 2012. Il a également joué dans Community, sur la NBC et fait une apparition dans Brooklyn Nine-Nine diffusé initialement sur Fox.
De 2013 à mai 2014, l'acteur anime le talk show The Test sur CBS TV Distribution's syndicated.
En 2023, il interprète le juré Pat McCurdy dans le docu-comédie Jury Duty.

### Web série
En 2012 et 2013, Kirk Fox joue le prétendant de Melinda Hill dans le premier et le neuvième épisodes de Romantic Encounters.

### Spectacle de stand-up
Fox débute le stand-up en 2002. En 2005, il co-écrit et joue avec Donal Logue Tennis Anyone?
Le 11 août 2006, il fait ses premiers pas dans le stand-up télévisé dans Live at Gotham, une émission de stand-up américaine diffusée sur Comedy Central. En 2007, il remporte le prix du jury pour le meilleur stand-up au HBO Comedy Festival à Aspen, dans le Colorado.

## Filmographie  sélective

### Cinéma
- 1993 : Treacherous de Kevin Brodie : Enforcer
- 1994 : Wyatt Earp de Lawrence Kasdan : Pete Spence
- 1994 : En avant, les recrues ! de Daniel Petrie Jr. : Corporal
- 1996 : Criminal Hearts de Dave Payne : Arizona Highway Patrol officer
- 1996 : Réactions en chaîne de David Koepp : Drugstore Announcer
- 1996 : Infinity de Matthew Broderick : Mechanic
- 1997 : Postman de Kevin Costner : Gangly Recruit
- 1999 : La Tête dans le carton à chapeaux de Antonio Banderas : Patrolman
- 1999 : Mumford de Lawrence Kasdan : Gregory
- 2000 : The Patriot de Roland Emmerich : Skunk
- 2000 : L'Ombre de la séduction de Lyndon Chubbuck : Sharpshooter
- 2002 : City of Ghosts de Matt Dillon : l'agent du FBI Philips
- 2003 : Pauly Shore est mort de Pauly Shore : Kirk
- 2005 : Tennis, Anyone...? de Donal Logue : Gary Morgan
- 2008 : Sans Sarah, rien ne va ! de Nicholas Stoller : Mixer
- 2009 : Jack l'éventreur: the Lodger de David Ondaatje : LAPD Officer #3
- 2009 : A Heart Too Tender de Mark S. Manos : Bob
- 2009 : Post Grad de Vicky Jenson : Buckle-O-Bill
- 2010 : How to Make Love to a Woman de Scott Culver : Gil
- 2011 : Let Go de Brian Jett : Paul
- 2012 : My Two Daddies de Travis Fine : Beaux

### Télévision

#### Séries télévisées
- 1997 : Burning Zone : Menace imminente : Les Appâts  (saison 1 épisode 17) : Carny
- 1998 : Nash Bridges : Le Rôdeur (saison 4 épisode 3) : Ricky Allan Klinsman
- 1999 : Le Flic de Shanghaï : Un prof pas comme les autres (saison 1 épisode 13) : Marcus
- 2000 : Le Caméléon : État de manque (saison 4 épisode 15) : Huey
- 2005 :  Deadwood : Enfantillages (saison 2 épisode 8) : Charlie Manuel
- 2008 : Gaytown : Community Service (saison 2 épisode 4)
- 2008 : Paris Hilton : une amie pour la vie ? : Les participants jouent à un jeu-questionnaire sur Paris (saison 1 épisode 5) : Game Show Host
- 2009 :  Heckle U : saison 1 épisodes 1, 2, 3, 4, 5, 6, 7, 9 : Darrell
- 2009 : Reno 911, n'appelez pas ! : The Midnight Swingers (saison 6 épisode 13) : Gary Morgan
- 2009 : In Gayle We Trust : Gayle and the Plumber (saison 1 épisode 1) : Jack Stumpfl
- 2009 : Parks and Recreation : Melting Pot (saison 2 épisode 9) : Joe
- 2010 : Terriers : Les Disparues (saison 1 épisode 7) : Carter
- 2010 : Terriers : La Menace (saison 1 épisode 10) : Carter
- 2010 : In Gayle We Trust : Gayle and the Chili Cookoff (saison 2 épisode 10) : Jack Stumpfl
- 2010 : Svetlana : Gumption (saison 1 épisode 2) : Eddie
- 2010 : Svetlana : Snatchengil for the Stars (saison 1 épisode 12) : Eddie
- 2010 : Parks and Recreation : Tous contre le diabète (saison 2 épisode 22) : Joe
- 2011 : In Gayle We Trust : Gayle and the Shadow (saison 3 épisode 1) : Jack Stumpfl
- 2011 : In Gayle We Trust : Gayle and the Auditions (saison 3 épisode 3) : Jack Stumpfle
- 2011 : In Gayle We Trust : Gayle and the Breakdown (saison 3 épisode 7) : Jack Stumpfl
- 2011 : In Gayle We Trust : Gayle and the Table Read (saison 3 épisode 4) : Jack Stumpfl
- 2011 : In Gayle We Trust : Gayle and the Opening Night (saison 3 épisode 9) : Jack Stumpfl
- 2011 : In Gayle We Trust : Gayle and the Musical (saison 3 épisode 10) : Jack Stumpfl
- 2011 : Svetlana : Narnia (saison 2 épisode 2) : Eddie
- 2011 : Svetlana : Milking It (saison 2 épisode 7)
- 2011 : Parks and Recreation : Amours et hamburgers (saison 3 épisode 10) : Joe
- 2011 : Parks and Recreation : Jamais au travail (saison 3 épisode 14) : Joe
- 2011 : Parks and Recreation : La rupture (saison 4 épisode 1) : Joe
- 2012 : Community :  Origine de la mythologie des vampires (saison 3 épisode 15) : Blade
- 2012 : How to Rock : How to Rock Braces and Glasses (saison 1 épisode 1) : Mr. March
- 2012 : How to Rock : How to Rock a Statue (saison 1 épisode 4) : Mr. March
- 2012 : How to Rock : How to Rock a Newscast (saison 1 épisode 7) : Mr. March
- 2012 : How to Rock : How to Rock Halloween (saison 1 épisode 13) : Mr. March
- 2012 : How to Rock : How to Rock a Basketball Team (saison 1 épisode 14) : Mr. March
- 2012 : How to Rock : How to Rock Cee Lo Green (saison 1 épisode 16) : Mr. March
- 2012 : How to Rock : How to Rock a Singing Telegram (saison 1 épisode 17) : Mr. March
- 2012 : How to Rock : How to Rock a High School Sensation (saison 1 épisode 19) : Mr. March
- 2012 : How to Rock : How to Rock a Good Deed (saison 1 épisode 20) : Mr. March
- 2012 : How to Rock : How to Rock Camping (saison 1 épisode 21) : Mr. March
- 2012 : How to Rock : How to Rock a Uniform (saison 1 épisode 23) : Mr. March
- 2012 : How to Rock : How to Rock a Tennis Ball (saison 1 épisode 24) : Mr. March
- 2012 : Parks and Recreation : La tournée en bus (saison 4 épisode 21) : Joe
- 2012 : Romantic Encounters with Melinda Hill : Handjob Hamlet (saison 1 épisode 1)
- 2013 : Parks and Recreation : Ann's Decision (saison 5 épisode 12) : Joe
- 2013 : Parks and Recreation : Bailout (saison 5 épisode 16) : Joe
- 2013 : Who Gets the Last Laugh ? : Kunal Nayyar/Bill Bellamy/Jeff Dye (saison 1 épisode 1)
- 2013 : Who Gets the Last Laugh ? : D. L. Hughley/Danny Masterson/Cheri Oteri (saison 1 épisode 2)
- 2013 : Who Gets the Last Laugh ? : Aries Spears/Natasha Leggero/Andy Dick (saison 1 épisode 3)
- 2013 : Who Gets the Last Laugh ? : Charlie Murphy/Owen Benjamin/Chris Kattan (saison 1 épisode 4)
- 2013 : Who Gets the Last Laugh ? : Finesse Mitchell/Luenell Campbell/Alan Thicke (saison 1 épisode 5)
- 2013 : Who Gets the Last Laugh ? : Nicole Sullivan/Kevin McDonald/Larry Joe Campbell (saison 1 épisode 6)
- 2013 : Who Gets the Last Laugh ? : Iliza Shlesinger/Tom Green/Derek Miller (saison 1 épisode 7)
- 2013 : Who Gets the Last Laugh ? : Bam Margera/Bobby Lee/Matt Besser (saison 1 épisode 8)
- 2013 : Who Gets the Last Laugh ? : Opie Hughes/Russell Peters/Paul Rodriguez (saison 1 épisode 9)
- 2013 : Romantic Encounters with Melinda Hill : Give Me a Hand (saison 1 épisode 9)
- 2016 : The Carmichael Show :  Gentrifying Bobby (saison 2 épisode 5) : Landlord
- 2016 : Rush Hour : Partenaires de choc (saison 1 épisode 1) : Donovan
- 2016 : Rush Hour : Montre en main (saison 1 épisode 2) : Donovan
- 2016 : Rush Hour : Témoin en fuite (saison 1 épisode 3) : Donovan
- 2016 : Rush Hour : Chasseurs de dragons (saison 1 épisode 5) : Donovan
- 2016 : Rush Hour : Les profs (saison 1 épisode 6) : Donovan
- 2016 : Rush Hour : Le flic qui déchire (saison 1 épisode 7) : Donovan
- 2016 : Rush Hour : Sous protection très rapprochée (saison 1 épisode 8) : Donovan
- 2016 : Rush Hour : Tout pour sa famille (saison 1 épisode 9) : Donovan
- 2016 : Rush Hour : La Loi du talion (saison 1 épisode 12) : Donovan
- 2016 : Rush Hour : Réconciliations (saison 1 épisode 13) : Donovan
- 2017 : Very Bad Nanny : Loan Shark
- 2018 : Brooklyn Nine-Nine : Kurt
- 2021 : Reservation Dogs : Kenny Boy
- 2023 : Jury Duty : Pat McCurdy (juré n°24)

#### Téléfilms
- 2006 : Grand Union de Gary Halvorson : Joey McBride
- 2012 : Counter Culture de Ted Wass : Ed
- 2015 : Ken Jeong Made Me Do It de Peter Segal : Thor